# 帕达拉朗站
帕达拉朗站是雅万高铁的一座铁路车站，位于印度尼西亚西万隆县，有印尼铁路通勤列车和印尼高速铁路列车“Whoosh”停靠，采用两场运营，通过人行天桥连接。
车站始建于1884年。高速场位于普铁站的北部，使用车站以前的压载场，于2023年9月7日首次对外开放。

## 图片
- 普铁站房
- 普铁站台
- 普速站场，左侧高铁正在施工中（2022年）
- 高铁站台